# Dévai János (jezsuita)
Dévai János (Gyöngyös, 1662. február 1. – Nagyszombat, 1701. november 10.) jezsuita rendi tanár.

## Élete
18 éves korában lépett a rendbe s a török mozgalmak miatt a bölcseletet Prágában, a teológiát Nagyszombatban hallgatta. Később a bölcseletet tanította Kassán. 1698–99-ben került Kolozsvárra, ahol a logika első professzoraként működött, előtte világi ruhában rejtőzött Erdélyben. 1699–1700-ban fizikát, 1700–1701-ben metafizikát tanított.

## Munkái
- Heroa fama Serenissimi invictissimi ducis Lotaringiae. Tyrnaviae, 1688 (költemény)
- Trias Virorum Illustrium De Collegio Academico Societatis Jesu Tyrnaviae bene meritorum... Tyrnaviae, 1688 (névtelenül, többen Székely Ferencet tartják a munka szerzőjének)
- Quies Hiberna... Leutschoviae, 1697
- Laurus Anno proxime praeterlapso Mirabili de Mahometanis prostratis Victoria ad ripas Tibisci... nata... Leutschoviae, 1698